# Karim Onisiwo
Karim Onisiwo, född 17 mars 1992, är en österrikisk fotbollsspelare som spelar för Mainz 05. Han representerar även Österrikes landslag.

## Karriär
Den 5 januari 2016 värvades Onisiwo till den tyska klubben Mainz 05. Han debuterade i Bundesliga den 13 mars 2016 i en match mot Borussia Dortmund, där han byttes in i den 62:a minuten mot Christian Clemens. I maj 2023 förlängde Onisiwo sitt kontrakt i Mainz 05 fram till 2026.